# 埃皮努瓦
埃皮努瓦（法語：Épinoy，法語發音：[epinwa]）是法国上法蘭西大區加来海峡省的一个市镇，属于阿拉斯区。

## 地理
埃皮努瓦（50°13'48"N, 3°9'45"E）面积8.08 平方千米，位于法国上法蘭西大區加来海峡省，该省份为法国北部沿海省份，西北濒北海，南至索姆省，东临北部省。
与埃皮努瓦接壤的市镇（或旧市镇、城区）包括：欧邦舍勒欧巴克、瓦西勒韦尔热、索希莱斯特雷、阿邦库尔、弗雷西、艾讷库尔、桑库尔。
埃皮努瓦的时区为UTC+01:00、UTC+02:00（夏令时）。

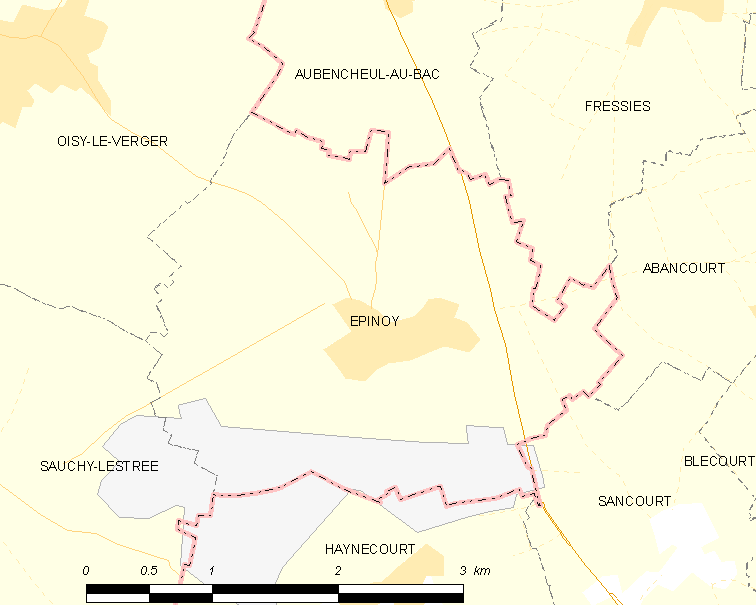
埃皮努瓦的OSM定位图

## 行政
埃皮努瓦的邮政编码为62860，INSEE市镇编码为62298。

## 政治
埃皮努瓦所属的省级选区为巴波姆县。

## 人口

1962-2008年间埃皮努瓦人口变化图示

埃皮努瓦于2022年1月1日时的人口数量为509人。